# Lysimachia glaucina
Lysimachia glaucina är en viveväxtart som beskrevs av Adrien René Franchet. Lysimachia glaucina ingår i släktet lysingar, och familjen viveväxter. Inga underarter finns listade i Catalogue of Life.